# Epipagis diopalis
Epipagis diopalis là một loài bướm đêm trong họ Crambidae.